# اچ‌ام‌اس مانک (۱۶۵۹)
اچ‌ام‌اس مانک (۱۶۵۹) (به انگلیسی: HMS Monck (1659)) یک کشتی بود که طول آن ۱۰۷ فوت (۳۲٫۶ متر) بود.